# Manfredi della Gherardesca
Manfredi della Gherardesca (... – Cagliari, 1324) è stato un nobile e generale italiano appartenente alla famiglia dei della Gherardesca.

## Biografia
Era figlio di Ranieri della Gherardesca, detto "Nieri" (uno dei figli di Gherardo della Gherardesca), signore di Pisa e del Sulcis, e Beatrice di Sicilia; aveva per cui una parentela, da parte materna, con Giacomo II d'Aragona. 
Durante la conquista aragonese della Sardegna, nel febbraio del 1324 guidò l'esercito pisano contro gli Aragonesi nella battaglia di Lucocisterna. Ferito gravemente, dopo la sconfitta, si rifugio a Castel di Castro, dove morì di lì a poco.